# ジミーMackey
ジミー Mackey（ジミー マッキー、1987年8月20日 - ）は、日本の実業家、元タレント。
福島県出身。ジャニーズ事務所に所属していた。アメリカ人の父と日本人の母の間に生まれたハーフ。

## 来歴
1998年より2年間、ジェームス・マーティン名義でNHK教育『天才てれびくんシリーズ』にてれび戦士として出演。
2000年3月にジャニーズ事務所に入所。ジャニーズJr.のメンバーで構成されたバンドFIVEのボーカルリストを務め、2004年、初ライブを行った。
高校は2005年6月に東京都内のインターナショナル・スクールを卒業後、同年9月に早稲田大学国際教養学部に入学。ジャニーズJr.として6年間芸能活動をした後、芸能界を引退。
2009年に早稲田大学卒業後、野村證券（2009年）、みずほ証券（2013年）を経て、2016年、早稲田大学国際教養学部の同級生とFunLife株式会社を設立し、同社の代表取締役に就任。2017年には本名の田巻富士夫で活動している。

## 出演

### バラエティ
- 天才てれびくん/天才てれびくんワイド（1998年 - 2000年、NHK教育） - てれび戦士
- ザ少年倶楽部（2000年 - 2006年[要出典]、NHKBS2・BShi）[2]
- ガキバラ帝国2000!（2000年 - 2001年、TBS）
- USO!?ジャパン（2001年 - 2003年、TBS）
- 裸の少年（2001年- 2006年[要出典]、テレビ朝日）[6][2]

### テレビドラマ
- 史上最悪のデート 13th DATE（2001年3月4日、日本テレビ） - 主演・ケン 役

### コンサート
- 「FIVE&ジミーMackey」単独ライブ   
  - 2004年[7]8月12日、SHIBUYA AX
  - 2005年9月2日[2]、品川プリンスホテル ステラボール

### 雑誌
- FINEBOYS（2000年 - 2006年、日之出出版） - モデル[2]
- POPEYE - モデル[2]